# Watch Me (Whip/Nae Nae)
«Watch Me (Whip/Nae Nae)» —en español: «Mírame»— es el sencillo debut del rapero norteamericano Silentó. En marzo de 2015 firmó con Capitol Records que lanzó la canción como un sencillo con un video musical acompañante. La canción alcanzó el puesto número tres en el Billboard Hot 100, donde ha pasado seis semanas no consecutivas. Con un clip viral en YouTube, la canción fue popular por su baile, una combinación de dos movimientos populares citados en el título: el «Whip» y el «Nae Nae» Así como otros bailes de hip hop de varias canciones «Crank That (Soulja Boy)» y «Stanky Legg».

## Lanzamiento
La canción fue lanzada el 5 de mayo de 2015. A partir del 28 de agosto hasta el 6 de septiembre de 2015, Silentó realizó una versión remixada para Nickelodeon para ayudar a anunciar su línea del fin de semana del Día del Trabajo (Bob Esponja, ALVINNN!!! and the Chipmunks, Harvey Beaks, Sanjay y Craig, y Pig Goat Banana Cricket) bajo el título de «Epic Dance Party». En las promociones, se utilizan fragmentos del video original de Silentó, aunque hay nuevas fotos en las que se baila con los personajes de Nick y se rapean el remix.

## Video musical
El video musical fue subido en línea en el canal Vevo de Silentó en YouTube el 25 de junio de 2015 y filmado en Atlanta, Georgia. Fue dirigido por Marc Klasfeld. En un gimnasio de secundaria, Silentó realiza los movimientos de baile mencionados en la canción con equipos de baile, cheerleaders de la escuela secundaria y de la universidad, aficionados, incluso un trío de mujeres conservadoras que luego participan en el baile y también incorpora videos enviados por los espectadores. Lil Scrappy y Rich White Ladies hace apariciones como invitado en el video. A partir de enero de 2018, ha superado los 1,45 millones de visitas en YouTube, Convirtiéndose en el 37.º vídeo más visto del sitio.

## Posicionamiento en listas
| Listas (2015–2016)                        | Mejor posición |
| ----------------------------------------- | -------------- |
| Alemania (Offizielle Deutsche Charts)     | 50             |
| Australia (ARIA)                          | 9              |
| Austria (Ö3 Austria Top 40)               | 65             |
| Bélgica (Ultratop Flanders)               | 31             |
| Bélgica Urban (Ultratop Flanders)         | 6              |
| Bélgica (Ultratop Wallonia)               | 1              |
| Canadá (Canadian Hot 100)                 | 15             |
| Canadá CHR/Top 40 (Billboard)             | 46             |
| Dinamarca (Tracklisten)                   | 16             |
| Eslovaquia (Singles Digitál Top 100)      | 43             |
| Estados Unidos (Billboard Hot 100)        | 3              |
| Estados Unidos (Dance/Mix Show Airplay)   | 24             |
| Estados Unidos (Latin Airplay)            | 36             |
| Estados Unidos (Latin Pop Airplay)        | 39             |
| Estados Unidos (Hot R&B/Hip-Hop Songs)    | 2              |
| Estados Unidos (Mainstream Top 40)        | 18             |
| Estados Unidos (Rhythmic)                 | 3              |
| Francia (SNEP)                            | 19             |
| Irlanda (IRMA)                            | 35             |
| Italia (FIMI)                             | 95             |
| Nueva Zelanda (Recorded Music NZ)         | 11             |
| Países Bajos (Single Top 100)             | 17             |
| Reino Unido (UK Singles Chart)            | 19             |
| Reino Unido (UK R&B Chart)                | 2              |
| República Checa (Singles Digitál Top 100) | 40             |
| Suecia (Sverigetopplistan)                | 52             |
| Suiza (Schweizer Hitparade)               | 41             |

| Listas (2015)                        | Posición |
| ------------------------------------ | -------- |
| Australia (ARIA)                     | 52       |
| Canadá (Canadian Hot 100)            | 42       |
| Estados Unidos Billboard Hot 100     | 8        |
| Estados Unidos Hot R&B/Hip-Hop Songs | 3        |
| Nueva Zelanda (Recorded Music NZ)    | 48       |

| Listas (2016)                      | Posición |
| ---------------------------------- | -------- |
| Canadá (Canadian Hot 100)          | 99       |
| Estados Unidos Billboard Hot 100]] | 88       |